# بولنت اجزاجی‌باشی
بولنت اجزاجی‌باشی (به ترکی استانبولی: Bülent Eczacıbaşı) (زاده ۱۹۴۹) کارآفرین، سرمایه‌گذار و مدیر ارشد اجرایی اهل ترکیه است، که در حال حاضر به‌عنوان رییس هیئت مدیره شرکت اجزاجی‌باشی هولدینگ فعالیت می‌کند.